# كمال اللبواني
محمد كمال بن عبد الله اللبواني كاتب ومحلل سياسي ومعارض سوري ولد في الزبداني في محافظة ريف دمشق عام 1957.
في 8-11-2005 اعتقلته السلطات الأمنية في مطار دمشق الدولي بعد زيارة قام بها كمال اللبواني إلى أوروبا والولايات المتحدة الأمريكية التقى فيها بمنظمات لحقوق الإنسان وبمسؤولين حكوميين.
في 10-5-2007 أعلنت محكمة الجنايات في دمشق أن كمال اللبواني مذنب بتهمة «دس الدسائس لدى دولة أجنبية والاتصال بها ليدفعها إلى مباشرة العدوان على سورية» بمقتضى المادة 264 من قانون العقوبات السوري وحكمت عليه بالسجن لمدة 12 عاماُ.
حكمت عليه محكمة الجنايات العسكرية الأولى بدمشق في عام 2008 بالسجن ثلاث سنوات إضافية استناداً إلى «ملاحظات أبداها في زنزانته في سجن عدرا» واتهمته بـ «نشر أنباء كاذبة أو مبالغ فيها من شأنها أن توهن نفسية الأمة»، وذلك بمقتضى المادة 286 من قانون العقوبات السوري.